# Ladislav Klíma

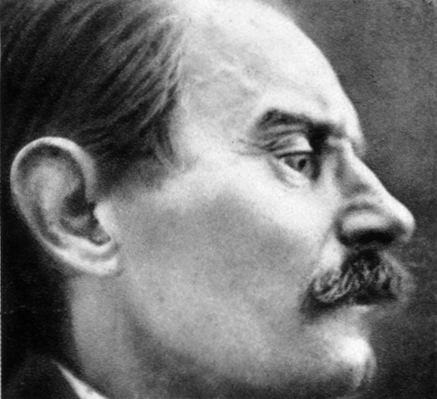
Ladislav Klíma

Ladislav Klíma (* 22. August 1878 in Domažlice; † 19. April 1928 in Prag) war tschechischer Philosoph und Dichter.

## Leben
Klíma war Sohn eines gebildeten Müllers, der in einer Rechtsanwaltskanzlei tätig war. Bis 1895 besuchte er das örtliche Gymnasium, aus dem er wegen Beschimpfung der österreichischen Monarchie ausgeschlossen wurde (er bezeichnete diese als „Schweinedynastie“). Daraufhin besuchte er das Gymnasium in Zagreb, beendete dieses jedoch auch nicht und ging 1904 nach Prag. Dort führte er ein abgeschiedenes Leben und schrieb Beiträge für Zeitschriften, darunter Tribuna und Rechte des Volkes (Práva lidu). Er lebte größtenteils von Erbschaften Verwandter oder Geldgeschenken von Freunden, darunter auch des Dichters Otokar Březina. Er starb wegen seiner exzessiven Lebensweise an Tuberkulose und wurde auf dem Prager Malvazinky-Friedhof  begraben.

## Person
Von klein auf begeisterte Klíma die Philosophie. Seine eigene Auffassung wird auch als Existentialismus bezeichnet, deren Grundlage der Solipsismus ist, zusammen mit Voluntarismus. Beeinflusst war er vor allem durch Philosophen wie George Berkeley (Subjektiver Idealismus), Arthur Schopenhauer (Pessimismus) und Friedrich Nietzsche (Lehre über den Übermenschen).
Er war für tschechische Verhältnisse, was seine Ansichten und seine Lebensweise betrifft, eine unkonventionelle Persönlichkeit. Er verabscheute Gewohnheiten der Zivilisation, die er als überflüssig bezeichnete. Anderseits experimentierte er mit seinem Körper (wie er es selbst beschrieb), indem er diesem übermäßigen Alkohol- und Nikotinkonsum zumutete.

## Werke
Neben philosophischen Werken schrieb er auch Lyrik und ein Drama, der größte Teil blieb jedoch bis zu seinem Tode in handschriftlicher Form erhalten und wurde erst danach gedruckt. Er selbst behauptete, den größten Teil seiner Texte wegen Obszönität vernichtet zu haben. Seine gesammelten Werke erschienen in den neunziger Jahren im Verlag Torst. Eine weitere Ausgabe gesammelter Werke wurde 2005 aufgelegt. Dieses Buch beinhaltet auch sein philosophisches Tagebuch.

### Erfolgreichste Werke
- Die Welt als Bewusstsein und Nichts (Svět jako vědomí a nic), 1904. Die Existenz der Welt hängt von Individualisten ab. Die Welt ist das, was Ich von ihr will.
- Die Leiden des Fürsten Sternenhoch (Utrpení knížete Sternenhocha, 1928). Die Geschichte eines dreiunddreißigjährigen deutschen Adeligen und seiner bedeutend jüngeren Frau Helga. Er bewundert und hasst sie zugleich. In der Lebensbeschreibung schreckt Klíma vor Obszönität, die teilweise an Perversion grenzt, nicht zurück. Helga erniedrigt ihren Mann, verübt Verbrechen. Der psychisch tyrannisierte Fürst lässt sie verhungern und stirbt selbst am schlechten Gewissen. Das Werk wurde  auch als Theaterstück in deutscher Sprache in Österreich aufgeführt. Seit April 2018 wird es erstmals als moderne Oper mit dem Titel Sternenhoch ganz in der internationalen Sprache Esperanto, mit eingeblendeten Übersetzungen auf Deutsch, Englisch und Französisch, im Nationaltheater Prag gezeigt.[1]
- Die feierliche Nemesis und andere Geschichten (Slavná Nemesis a jiné příběhy), 1932. Eine Auswahl von Novellen. Thema ist der Wunsch, das Geheimnis des Lebens und des Todes kennenzulernen.
- Großer Roman (Velký román), 1996 (3 Teile)

### Drama
- Matthias der Ehrliche. Phantastisches Volkslustspiel in drei Akten Matěj Poctivý: Fantastická lidová veselohra o třech dějstvích, 1922. Dieses Drama schrieb er gemeinsam mit Arnošt Dvořák. Im Nationaltheater musste es kurz nach der Premiere wegen der Zuschauerproteste abgesetzt werden.

### Philosophische Arbeiten
- Duchovní přátelství, 1905–26
- Boj o Vše, 1909–17
- Čtyři listy filosofa Ladislava Klímy, 1916–18
- Filosofické listy Ladislava Klímy, 1916–19
- Traktáty a diktáty, 1922
- Matějovo vidění, 1923
- Vlastní životopis filosofa Ladislava Klímy, 1924
- Záznamy extatikovy, 1925
- Soud Boží: Novela z dob renaissance, 1928
- Arkanum - Cogitata - Sentence, 1934 – myšlenky vybrané z autorova deníku
- Mezi skutečností a snem, 1937
- Edgar a Eura, 1938
- Kladivo slov, 1938
- Juvenilie, 1941
- Čas a smrt, 1970
- Putování slepého hada za pravdou, 1982
- Viktorie, 1986
- Dios, 1990
- Lidská tragikomedie, 1991
- Podivuhodné příběhy, 1991
- Sus triumfans, 1991
- O Solovjevově etice, 1993
- Český román (torzo), 1993

## In deutscher Sprache publiziert
- Ludger Hagedorn (Hrsg.): Tschechische Philosophen im 20. Jahrhundert, darunter Philosophische Briefe (1916–1922)
- Die Leiden des Fürsten Sternenhoch, Müller u. Kiepenheuer, 1966
- Die weisse Sau und andere Prosa. Beilage zum Magazin Schund und Sünde, Nr. 15, 10. April 1992 (Buchhandlung am Kunsthaus, Zürich), enthält u. a.: Autobiographie des Philosophen Ladislav Klima>. S. 7–30